# Stagger
Stagger è il quinto EP della cantante statunitense Poppy. È stato pubblicato il 14 ottobre 2022 dalle etichette discografiche Republic Records e Lava Records, l'unico progetto sotto tali case.
Poppy si esibì con le canzoni dell'EP già a partire dal Never Find My Place Tour, ovvero il tour dedicato al suo quarto album di studio Flux. Lo Spirits On Fire Tour, seconda fase del tour precedente, fu il tour dedicato principalmente all'EP e Flux, esibendosi fra il 2 ottobre 2022 e il 19 novembre 2022 con The Smashing Pumpkins e Jane's Addiction.

## Descrizione
L'8 marzo 2022, durante il primo spettacolo del ''Never Find My Place Tour'', Poppy esegue la canzone inedita ''Stagger''. Esegue un altro brano inedito, FYB, al Reading Festival, il 27 agosto 2022. Questo coincide con l'annuncio di un EP di quattro tracce intitolato Stagger, che Poppy conferma in un'intervista a Dork essere previsto per l'ottobre 2022. Nell'intervista rivela che l'EP conterrà «un paio di canzoni divertenti e una più lenta»; promette inoltre "più chitarre".
Il 22 settembre viene rivelato che l'EP sarà pubblicato il 14 ottobre 2022. Viene inoltre annunciato che l'EP sancirà il debutto di Poppy con le etichette discografiche Republic e Lava Records. Il 23 settembre 2022, il brano FYB viene pubblicato come primo singolo dell'EP. Il giorno stesso dell'uscita dell'EP viene pubblicato un video musicale per la title track.
In un'intervista con Kerrang! nell'ottobre 2022, Poppy rivela la lista dei brani e il significato del titolo dell'EP.
"Adoro l'aspetto della parola 'stagger' e la sua definizione. Dico che barcolliamo per le nostre vite al contrario, fai passi vacillanti nella direzione inversa come una regressione, e mi sentivo così riguardo la persona e lo scenario descritti nella canzone. Lascia fare alla gente i propri errori. Non sei responsabile per la crescita di nessuno. Era un promemoria che mi ricorda che ho salvato la mia stessa vita."
Riguardo l'EP, Poppy ha dichiarato: «L'EP è composto da quattro canzoni e mi sembra che siano un mini-capitolo della mia vita. Ho scritto le canzoni a dicembre dell'anno scorso, quindi ci è voluto un po' per farle uscire e sono davvero entusiasta».

## Composizione
Neil Z. Yeung di AllMusic afferma che Stagger mescola un malinconico pop alternativo a riff thrash e punk metal. L'EP si apre con il brano FYB, acronimo di "Fuck You Back". Secondo Loudwire, FYB è caratterizzato da uno stile punk rock con influenze thrash. Metal Hammer ha notato un «riff punk metal» nella canzone. Secondo Poppy, il brano è un «[inno alla vendetta] su qualcuno che ottiene ciò che si merita, senza che tu debba alzare un dito». Revolver descrive la title track come una malinconica traccia trip hop.
L'EP è stato scritto a dicembre 2021, molti dei testi provengono direttamente dai diari della cantante.

## Singoli
FYB, unico singolo dell'EP, fu pubblicato il 23 settembre 2022 digitalmente. Fu promosso tramite post sui social media della cantante il 22 agosto 2022 con degli spezzoni accompagnati dalla frase "FYB soon" e con un link di prenotazione, alludendo alla pubblicazione della traccia come singolo. La data di rilascio fu annunciata ufficialmente il 13 settembre 2022.

## Tracce
1. FYB – 1:46 (Poppy, Simon Wilcox, Ted Gowans)
2. Pocket – 3:32 (Poppy, Justin Meldal-Johnsen)
3. Shapes – 2:43 (Poppy, Simon Wilcox, Ted Gowans, Nicolas Perez)
4. Stagger – 3:31 (Poppy, Ted Gowans)

Durata totale: 11:32 minuti.